# Benet Pantebre Martínez
Benet Pantebre Martínez (7 d'agost de 1929) és un jugador d'escacs i Àrbitre Internacional d'escacs andorrà. Fou cònsol d'Andorra la Vella i el 1952 va obrir el comerç Establiments Pantebre.
A la llista d'Elo de la FIDE de juliol de 2015, hi tenia un Elo de 1689 punts, cosa que en feia el jugador número 12 (en actiu) d'Andorra. El seu màxim Elo va ser de 1899 punts, a la llista d'octubre de 2005.
Va començar en el món dels escacs el 1964. El 1975 va fundar el Club Escacs Andorra del qual en va ser president 33 anys. També fou un dels fundadors de la Federació d'Escacs de les Valls d'Andorra. Va crear l'Obert Internacional d'Escacs d'Andorra el 1983 i en va ser director 18 anys.